# 자백 (2022년 영화)
《자백》은 2022년 10월 26일에 개봉한 대한민국의 영화이다.

## 줄거리
밀실 살인 사건의 용의자로 지목된 유명한 사업가 ‘유민호’와 그의 무죄를 입증하려는 승률 100% 변호사 ‘양신애’가 숨겨진 사건의 조각을 맞춰나가며 벌어지는 이야기

## 캐스팅
- 박현숙 : 양신애 역 - 승률 100% 변호사
- 소지섭 : 유민호 역 - 밀실 살인사건 용의자란 누명을 쓰게 된 인물
- 나나 : 김세희 역
- 최광일 : 한영석 역

## 같이 보기
- 2022년 대한민국의 영화 목록